# Australopithèque
Australopithecus
Genre
Les Australopithèques (Australopithecus) forment un genre fossile d'Hominina ayant vécu en Afrique entre environ 4,2 et 2 millions d'années (Ma) avant le présent (AP). Le genre Australopithecus (du latin australis, « du sud », et du grec ancien πίθηκος, píthēkos, « singe ») a été créé en 1925 par Raymond Dart après la découverte de l'Enfant de Taung en 1924 en Afrique du Sud.
Les Australopithèques présentent à la fois des caractères ancestraux (cerveau peu volumineux) et des caractères dérivés (denture proche de celle du genre Homo). Leur locomotion est mixte et associe la bipédie à une capacité à grimper encore marquée. Les Australopithèques ont connu une radiation évolutive au cours du Pliocène et jusqu'au début du Pléistocène, avant de céder la place aux Paranthropes. Il est possible que l'une des espèces d'Australopithèques soit à l'origine du genre Homo, qui apparaît en Afrique entre 3 et 2 Ma.

## Évolution et génétique
Il y a environ 16 millions d'années, les Ponginae (lignée asiatique des orang-outans) se séparèrent des Homininae (lignée euro-africaine des gorilles, chimpanzés, et humains). Il y a plus de 7 millions d'années, les hominines (lignée des humains) et les panines (lignée des chimpanzés) ont divergé pour donner naissance aux préhumains et aux préchimpanzés.
Les hominines anciens du Miocène supérieur (Sahelanthropus tchadensis dont l'âge est estimé à 7 Ma, Orrorin tugenensis âgé d'environ 5,9 Ma, et Ardipithecus kadabba âgé de 5,8 à 5,5 Ma, tous probablement bipèdes et associés à des milieux boisés ou mixtes) ont donné naissance vers 4,2 Ma aux Australopithèques, dont Australopithecus anamensis est la plus ancienne espèce connue.

Carte des principaux sites de fossiles d'Australopithèques découverts en Afrique.

Phylogénie des genres actuels et fossiles d'Homininés :
|  | † Australopithecus (Little Foot, Lucy, etc.)                                       |
|  |                                                                                    |
|  | \| \| † Paranthropus (Crâne noir) \| \| \| \| \| \| Homo (les Humains) \| \| \| \| |
|  |                                                                                    |
|  | † Paranthropus (Crâne noir)                                                        |
|  |                                                                                    |
|  | Homo (les Humains)                                                                 |
|  |                                                                                    |

|  | † Paranthropus (Crâne noir) |
|  |                             |
|  | Homo (les Humains)          |
|  |                             |

|  | † Australopithecus (Little Foot, Lucy, etc.)                                       |
|  |                                                                                    |
|  | \| \| † Paranthropus (Crâne noir) \| \| \| \| \| \| Homo (les Humains) \| \| \| \| |
|  |                                                                                    |
|  | † Paranthropus (Crâne noir)                                                        |
|  |                                                                                    |
|  | Homo (les Humains)                                                                 |
|  |                                                                                    |

|  | † Paranthropus (Crâne noir) |
|  |                             |
|  | Homo (les Humains)          |
|  |                             |

|  | † Australopithecus (Little Foot, Lucy, etc.)                                       |
|  |                                                                                    |
|  | \| \| † Paranthropus (Crâne noir) \| \| \| \| \| \| Homo (les Humains) \| \| \| \| |
|  |                                                                                    |
|  | † Paranthropus (Crâne noir)                                                        |
|  |                                                                                    |
|  | Homo (les Humains)                                                                 |
|  |                                                                                    |

|  | † Paranthropus (Crâne noir) |
|  |                             |
|  | Homo (les Humains)          |
|  |                             |

|  | † Australopithecus (Little Foot, Lucy, etc.)                                       |
|  |                                                                                    |
|  | \| \| † Paranthropus (Crâne noir) \| \| \| \| \| \| Homo (les Humains) \| \| \| \| |
|  |                                                                                    |
|  | † Paranthropus (Crâne noir)                                                        |
|  |                                                                                    |
|  | Homo (les Humains)                                                                 |
|  |                                                                                    |

|  | † Paranthropus (Crâne noir) |
|  |                             |
|  | Homo (les Humains)          |
|  |                             |

|  | † Australopithecus (Little Foot, Lucy, etc.)                                       |
|  |                                                                                    |
|  | \| \| † Paranthropus (Crâne noir) \| \| \| \| \| \| Homo (les Humains) \| \| \| \| |
|  |                                                                                    |
|  | † Paranthropus (Crâne noir)                                                        |
|  |                                                                                    |
|  | Homo (les Humains)                                                                 |
|  |                                                                                    |

|  | † Paranthropus (Crâne noir) |
|  |                             |
|  | Homo (les Humains)          |
|  |                             |

|  | † Australopithecus (Little Foot, Lucy, etc.)                                       |
|  |                                                                                    |
|  | \| \| † Paranthropus (Crâne noir) \| \| \| \| \| \| Homo (les Humains) \| \| \| \| |
|  |                                                                                    |
|  | † Paranthropus (Crâne noir)                                                        |
|  |                                                                                    |
|  | Homo (les Humains)                                                                 |
|  |                                                                                    |

|  | † Paranthropus (Crâne noir) |
|  |                             |
|  | Homo (les Humains)          |
|  |                             |

|  | † Australopithecus (Little Foot, Lucy, etc.)                                       |
|  |                                                                                    |
|  | \| \| † Paranthropus (Crâne noir) \| \| \| \| \| \| Homo (les Humains) \| \| \| \| |
|  |                                                                                    |
|  | † Paranthropus (Crâne noir)                                                        |
|  |                                                                                    |
|  | Homo (les Humains)                                                                 |
|  |                                                                                    |

|  | † Paranthropus (Crâne noir) |
|  |                             |
|  | Homo (les Humains)          |
|  |                             |

|  | † Australopithecus (Little Foot, Lucy, etc.)                                       |
|  |                                                                                    |
|  | \| \| † Paranthropus (Crâne noir) \| \| \| \| \| \| Homo (les Humains) \| \| \| \| |
|  |                                                                                    |
|  | † Paranthropus (Crâne noir)                                                        |
|  |                                                                                    |
|  | Homo (les Humains)                                                                 |
|  |                                                                                    |

|  | † Paranthropus (Crâne noir) |
|  |                             |
|  | Homo (les Humains)          |
|  |                             |

|  | † Australopithecus (Little Foot, Lucy, etc.)                                       |
|  |                                                                                    |
|  | \| \| † Paranthropus (Crâne noir) \| \| \| \| \| \| Homo (les Humains) \| \| \| \| |
|  |                                                                                    |
|  | † Paranthropus (Crâne noir)                                                        |
|  |                                                                                    |
|  | Homo (les Humains)                                                                 |
|  |                                                                                    |

|  | † Paranthropus (Crâne noir) |
|  |                             |
|  | Homo (les Humains)          |
|  |                             |

|  | † Australopithecus (Little Foot, Lucy, etc.)                                       |
|  |                                                                                    |
|  | \| \| † Paranthropus (Crâne noir) \| \| \| \| \| \| Homo (les Humains) \| \| \| \| |
|  |                                                                                    |
|  | † Paranthropus (Crâne noir)                                                        |
|  |                                                                                    |
|  | Homo (les Humains)                                                                 |
|  |                                                                                    |

|  | † Paranthropus (Crâne noir) |
|  |                             |
|  | Homo (les Humains)          |
|  |                             |

|  | † Australopithecus (Little Foot, Lucy, etc.)                                       |
|  |                                                                                    |
|  | \| \| † Paranthropus (Crâne noir) \| \| \| \| \| \| Homo (les Humains) \| \| \| \| |
|  |                                                                                    |
|  | † Paranthropus (Crâne noir)                                                        |
|  |                                                                                    |
|  | Homo (les Humains)                                                                 |
|  |                                                                                    |

|  | † Paranthropus (Crâne noir) |
|  |                             |
|  | Homo (les Humains)          |
|  |                             |

|  | † Australopithecus (Little Foot, Lucy, etc.)                                       |
|  |                                                                                    |
|  | \| \| † Paranthropus (Crâne noir) \| \| \| \| \| \| Homo (les Humains) \| \| \| \| |
|  |                                                                                    |
|  | † Paranthropus (Crâne noir)                                                        |
|  |                                                                                    |
|  | Homo (les Humains)                                                                 |
|  |                                                                                    |

|  | † Paranthropus (Crâne noir) |
|  |                             |
|  | Homo (les Humains)          |
|  |                             |

|  | † Australopithecus (Little Foot, Lucy, etc.)                                       |
|  |                                                                                    |
|  | \| \| † Paranthropus (Crâne noir) \| \| \| \| \| \| Homo (les Humains) \| \| \| \| |
|  |                                                                                    |
|  | † Paranthropus (Crâne noir)                                                        |
|  |                                                                                    |
|  | Homo (les Humains)                                                                 |
|  |                                                                                    |

|  | † Paranthropus (Crâne noir) |
|  |                             |
|  | Homo (les Humains)          |
|  |                             |

|  | † Australopithecus (Little Foot, Lucy, etc.)                                       |
|  |                                                                                    |
|  | \| \| † Paranthropus (Crâne noir) \| \| \| \| \| \| Homo (les Humains) \| \| \| \| |
|  |                                                                                    |
|  | † Paranthropus (Crâne noir)                                                        |
|  |                                                                                    |
|  | Homo (les Humains)                                                                 |
|  |                                                                                    |

|  | † Paranthropus (Crâne noir) |
|  |                             |
|  | Homo (les Humains)          |
|  |                             |

|  | † Australopithecus (Little Foot, Lucy, etc.)                                       |
|  |                                                                                    |
|  | \| \| † Paranthropus (Crâne noir) \| \| \| \| \| \| Homo (les Humains) \| \| \| \| |
|  |                                                                                    |
|  | † Paranthropus (Crâne noir)                                                        |
|  |                                                                                    |
|  | Homo (les Humains)                                                                 |
|  |                                                                                    |

|  | † Paranthropus (Crâne noir) |
|  |                             |
|  | Homo (les Humains)          |
|  |                             |

|  | † Australopithecus (Little Foot, Lucy, etc.)                                       |
|  |                                                                                    |
|  | \| \| † Paranthropus (Crâne noir) \| \| \| \| \| \| Homo (les Humains) \| \| \| \| |
|  |                                                                                    |
|  | † Paranthropus (Crâne noir)                                                        |
|  |                                                                                    |
|  | Homo (les Humains)                                                                 |
|  |                                                                                    |

|  | † Paranthropus (Crâne noir) |
|  |                             |
|  | Homo (les Humains)          |
|  |                             |

|  | † Australopithecus (Little Foot, Lucy, etc.)                                       |
|  |                                                                                    |
|  | \| \| † Paranthropus (Crâne noir) \| \| \| \| \| \| Homo (les Humains) \| \| \| \| |
|  |                                                                                    |
|  | † Paranthropus (Crâne noir)                                                        |
|  |                                                                                    |
|  | Homo (les Humains)                                                                 |
|  |                                                                                    |

|  | † Paranthropus (Crâne noir) |
|  |                             |
|  | Homo (les Humains)          |
|  |                             |

|  | † Australopithecus (Little Foot, Lucy, etc.)                                       |
|  |                                                                                    |
|  | \| \| † Paranthropus (Crâne noir) \| \| \| \| \| \| Homo (les Humains) \| \| \| \| |
|  |                                                                                    |
|  | † Paranthropus (Crâne noir)                                                        |
|  |                                                                                    |
|  | Homo (les Humains)                                                                 |
|  |                                                                                    |

|  | † Paranthropus (Crâne noir) |
|  |                             |
|  | Homo (les Humains)          |
|  |                             |

|  | † Australopithecus (Little Foot, Lucy, etc.)                                       |
|  |                                                                                    |
|  | \| \| † Paranthropus (Crâne noir) \| \| \| \| \| \| Homo (les Humains) \| \| \| \| |
|  |                                                                                    |
|  | † Paranthropus (Crâne noir)                                                        |
|  |                                                                                    |
|  | Homo (les Humains)                                                                 |
|  |                                                                                    |

|  | † Paranthropus (Crâne noir) |
|  |                             |
|  | Homo (les Humains)          |
|  |                             |

|  | † Australopithecus (Little Foot, Lucy, etc.)                                       |
|  |                                                                                    |
|  | \| \| † Paranthropus (Crâne noir) \| \| \| \| \| \| Homo (les Humains) \| \| \| \| |
|  |                                                                                    |
|  | † Paranthropus (Crâne noir)                                                        |
|  |                                                                                    |
|  | Homo (les Humains)                                                                 |
|  |                                                                                    |

|  | † Paranthropus (Crâne noir) |
|  |                             |
|  | Homo (les Humains)          |
|  |                             |

|  | † Australopithecus (Little Foot, Lucy, etc.)                                       |
|  |                                                                                    |
|  | \| \| † Paranthropus (Crâne noir) \| \| \| \| \| \| Homo (les Humains) \| \| \| \| |
|  |                                                                                    |
|  | † Paranthropus (Crâne noir)                                                        |
|  |                                                                                    |
|  | Homo (les Humains)                                                                 |
|  |                                                                                    |

|  | † Paranthropus (Crâne noir) |
|  |                             |
|  | Homo (les Humains)          |
|  |                             |

|  | † Australopithecus (Little Foot, Lucy, etc.)                                       |
|  |                                                                                    |
|  | \| \| † Paranthropus (Crâne noir) \| \| \| \| \| \| Homo (les Humains) \| \| \| \| |
|  |                                                                                    |
|  | † Paranthropus (Crâne noir)                                                        |
|  |                                                                                    |
|  | Homo (les Humains)                                                                 |
|  |                                                                                    |

|  | † Paranthropus (Crâne noir) |
|  |                             |
|  | Homo (les Humains)          |
|  |                             |

|  | † Australopithecus (Little Foot, Lucy, etc.)                                       |
|  |                                                                                    |
|  | \| \| † Paranthropus (Crâne noir) \| \| \| \| \| \| Homo (les Humains) \| \| \| \| |
|  |                                                                                    |
|  | † Paranthropus (Crâne noir)                                                        |
|  |                                                                                    |
|  | Homo (les Humains)                                                                 |
|  |                                                                                    |

|  | † Paranthropus (Crâne noir) |
|  |                             |
|  | Homo (les Humains)          |
|  |                             |

|  | † Australopithecus (Little Foot, Lucy, etc.)                                       |
|  |                                                                                    |
|  | \| \| † Paranthropus (Crâne noir) \| \| \| \| \| \| Homo (les Humains) \| \| \| \| |
|  |                                                                                    |
|  | † Paranthropus (Crâne noir)                                                        |
|  |                                                                                    |
|  | Homo (les Humains)                                                                 |
|  |                                                                                    |

|  | † Paranthropus (Crâne noir) |
|  |                             |
|  | Homo (les Humains)          |
|  |                             |

|  | † Australopithecus (Little Foot, Lucy, etc.)                                       |
|  |                                                                                    |
|  | \| \| † Paranthropus (Crâne noir) \| \| \| \| \| \| Homo (les Humains) \| \| \| \| |
|  |                                                                                    |
|  | † Paranthropus (Crâne noir)                                                        |
|  |                                                                                    |
|  | Homo (les Humains)                                                                 |
|  |                                                                                    |

|  | † Paranthropus (Crâne noir) |
|  |                             |
|  | Homo (les Humains)          |
|  |                             |

|  | † Australopithecus (Little Foot, Lucy, etc.)                                       |
|  |                                                                                    |
|  | \| \| † Paranthropus (Crâne noir) \| \| \| \| \| \| Homo (les Humains) \| \| \| \| |
|  |                                                                                    |
|  | † Paranthropus (Crâne noir)                                                        |
|  |                                                                                    |
|  | Homo (les Humains)                                                                 |
|  |                                                                                    |

|  | † Paranthropus (Crâne noir) |
|  |                             |
|  | Homo (les Humains)          |
|  |                             |

|  | † Australopithecus (Little Foot, Lucy, etc.)                                       |
|  |                                                                                    |
|  | \| \| † Paranthropus (Crâne noir) \| \| \| \| \| \| Homo (les Humains) \| \| \| \| |
|  |                                                                                    |
|  | † Paranthropus (Crâne noir)                                                        |
|  |                                                                                    |
|  | Homo (les Humains)                                                                 |
|  |                                                                                    |

|  | † Paranthropus (Crâne noir) |
|  |                             |
|  | Homo (les Humains)          |
|  |                             |

|  | † Australopithecus (Little Foot, Lucy, etc.)                                       |
|  |                                                                                    |
|  | \| \| † Paranthropus (Crâne noir) \| \| \| \| \| \| Homo (les Humains) \| \| \| \| |
|  |                                                                                    |
|  | † Paranthropus (Crâne noir)                                                        |
|  |                                                                                    |
|  | Homo (les Humains)                                                                 |
|  |                                                                                    |

|  | † Paranthropus (Crâne noir) |
|  |                             |
|  | Homo (les Humains)          |
|  |                             |

|  | † Australopithecus (Little Foot, Lucy, etc.)                                       |
|  |                                                                                    |
|  | \| \| † Paranthropus (Crâne noir) \| \| \| \| \| \| Homo (les Humains) \| \| \| \| |
|  |                                                                                    |
|  | † Paranthropus (Crâne noir)                                                        |
|  |                                                                                    |
|  | Homo (les Humains)                                                                 |
|  |                                                                                    |

|  | † Paranthropus (Crâne noir) |
|  |                             |
|  | Homo (les Humains)          |
|  |                             |

|  | † Australopithecus (Little Foot, Lucy, etc.)                                       |
|  |                                                                                    |
|  | \| \| † Paranthropus (Crâne noir) \| \| \| \| \| \| Homo (les Humains) \| \| \| \| |
|  |                                                                                    |
|  | † Paranthropus (Crâne noir)                                                        |
|  |                                                                                    |
|  | Homo (les Humains)                                                                 |
|  |                                                                                    |

|  | † Paranthropus (Crâne noir) |
|  |                             |
|  | Homo (les Humains)          |
|  |                             |

|  | † Australopithecus (Little Foot, Lucy, etc.)                                       |
|  |                                                                                    |
|  | \| \| † Paranthropus (Crâne noir) \| \| \| \| \| \| Homo (les Humains) \| \| \| \| |
|  |                                                                                    |
|  | † Paranthropus (Crâne noir)                                                        |
|  |                                                                                    |
|  | Homo (les Humains)                                                                 |
|  |                                                                                    |

|  | † Paranthropus (Crâne noir) |
|  |                             |
|  | Homo (les Humains)          |
|  |                             |

|  | † Australopithecus (Little Foot, Lucy, etc.)                                       |
|  |                                                                                    |
|  | \| \| † Paranthropus (Crâne noir) \| \| \| \| \| \| Homo (les Humains) \| \| \| \| |
|  |                                                                                    |
|  | † Paranthropus (Crâne noir)                                                        |
|  |                                                                                    |
|  | Homo (les Humains)                                                                 |
|  |                                                                                    |

|  | † Paranthropus (Crâne noir) |
|  |                             |
|  | Homo (les Humains)          |
|  |                             |

## Historique
Les premières découvertes de fossiles d'hominines pré-Homo ont été relevées principalement dans la vallée du Grand Rift, de l'Éthiopie au Malawi, ainsi qu'en Afrique du Sud et au Tchad.
Les fossiles d'Afrique de l'Est proviennent de Tanzanie (sites d'Olduvaï, de Laetoli, explorés par Louis et Mary Leakey), d'Éthiopie (vallée de l'Omo, vallée de l'Awash, explorées par Donald Johanson, Timothy White, Yves Coppens et de nombreuses équipes américano-éthiopiennes), et du Kenya (Kanapoi, Lothagam, alentours du lac Turkana : Koobi Fora, Ileret, Allia Bay, explorés par Richard et Meave Leakey, ainsi que par des équipes kenyo-américaines).
La région de l'Afar éthiopien a été le cadre, depuis 1973, de quelques-unes des plus importantes découvertes, dont en 1974 le squelette complet à 40 % d'un individu féminin de l'espèce Australopithecus afarensis, auquel on a donné le surnom de Lucy. En 1979, on a mis au jour dans la même localité d'Hadar un gisement contenant les fossiles d'une dizaine d'individus avec des fragments de crâne, des dents, des mandibules, ainsi que des os du bassin et des os longs d'australopithèques, datant de 3,2 millions d'années.
En 1995, Michel Brunet a découvert au Tchad le premier fossile d'australopithèque situé à l'ouest de la vallée du Grand Rift, qu'il a attribué à la nouvelle espèce Australopithecus bahrelghazali. Cette découverte a affaibli la théorie de l'East Side Story, avancée en 1982 par Yves Coppens. Le site tchadien est resté le seul site de l'ouest trouvé à ce jour.
En 1997, les premiers ossements de Little Foot ont été découverts dans la grotte de Sterkfontein, en Afrique du Sud. Les fouilles ont permis de reconstituer à 90 % le squelette d'un individu daté de 3,67 millions d'années, attribué à l'espèce Australopithecus prometheus.

## Principales caractéristiques
Le nombre élevé de restes fossiles dont on dispose aujourd'hui a permis de reconstituer plusieurs individus presque complets. Jusqu'à environ 2 millions d'années avant le présent, le genre Australopithecus se ramifie en différentes espèces qui conservent une architecture générale du crâne somme toute assez ancestrale. À partir du début du Pléistocène, ce groupe semble céder progressivement la place aux Paranthropes, plus spécialisés.
Les Australopithèques possédaient la locomotion bipède, mais celle-ci n'était pas exclusive : d'après les phalanges courbées des doigts de la main et l'anatomie de l'épaule, ils avaient apparemment conservé une capacité arboricole. Leur marche bipède a cependant été confirmée par la découverte en 1976 par Mary Leakey, près de Laetoli (plaine du Serengeti), en Tanzanie, d'une double série d'empreintes de pas conservées depuis 3,66 millions d'années.
La structure des mains des Australopithèques est proche de celle des humains. Cependant, le pouce est plus court et l'articulation de la première phalange du pouce ne permet pas tous les mouvements d'une main d'homme moderne. Cette structure analogue indique néanmoins que les Australopithèques étaient peut-être capables de façonner des outils rudimentaires.
Il existait d'autres différences morphologiques avec les premiers Homo connus. Avant tout, la capacité crânienne de l'Australopithèque reste faible (environ 450 cm3, alors que celle d'Homo habilis atteint environ 600 cm3), mais elle est cependant proportionnée à la masse corporelle de ces hominines dont la taille était de l'ordre de 130 cm.
Les Australopithèques et les premiers représentants du genre Homo ont probablement préféré des conditions plus fraîches que les derniers Homo, car tous les sites ayant livré des ossements d'Australopithèques étaient à une altitude supérieure à 1 000 m au moment du dépôt de ces fossiles. Selon les auteurs[Qui ?] de l'étude[Laquelle ?], cela peut signifier que, comme les Chimpanzés, ils habitaient souvent dans des zones présentant une température diurne moyenne de 25 °C, tombant à 10 °C ou 5 °C la nuit.

## Place dans l'évolution de la lignée humaine

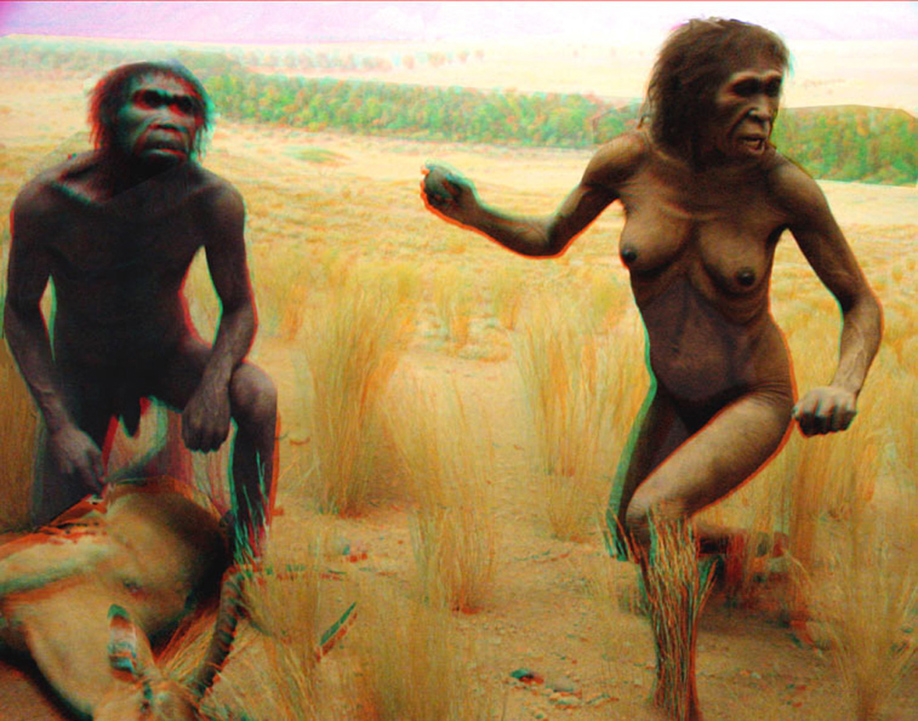
Couple d’australopithèque

La locomotion bipède avérée est le caractère clé de ce groupe d'hominines. Australopithecus est la preuve que l'apparition de la bipédie a largement précédé celle d'un cerveau plus volumineux et plus complexe. On débat toujours pour savoir comment la bipédie est apparue il y a plus de 7 millions d'années dans la lignée des hominines. Il semble que des formes de bipédie existaient auparavant chez d'autres lignées d'hominidés européens, comme l'Oréopithèque, il y a quelque 8 millions d'années (Italie), et Danuvius guggenmosi, il y a 11,6 millions d'années (Allemagne). La bipédie avait notamment pour avantages de libérer les mains pour pouvoir attraper des objets, tandis que les yeux pouvaient mieux examiner au-dessus des grandes herbes pour trouver des sources d'aliments possibles ou repérer des prédateurs.
Les changements radicaux dans la morphologie sont survenus avant la séparation entre Australopithèques et Homo. La structure du bassin et des pieds les distingue en effet à peine des hommes modernes. Les dents présentent aussi le même aspect général avec de petites canines. Pourtant, l'évolution vers les Paranthropes a donné naissance à une denture plus grande et plus robuste. Les Australopithèques devaient faire face à un défi particulier en vivant dans la savane. Ils étaient les primates les plus lents à se déplacer de leur temps et beaucoup d'entre eux ont fini au menu des carnivores africains (comme les lions, et Dinofelis aujourd'hui éteint)[réf. nécessaire].
On s'est rendu compte[Qui ?] que les chimpanzés utilisent des instruments simples : ils ouvrent des noix avec des pierres et ils introduisent de petites branches dans les termitières. On a plus récemment fait la même découverte chez les gorilles. Australopithecus garhi aurait déjà fabriqué des outils en pierre, antérieurement aux premiers représentants connus du genre Homo, Homo habilis et Homo rudolfensis. Les restes retrouvés d'Australopithecus garhi étaient en effet accompagnés d'outils et de restes d'animaux découpés, ce qui suggère le début d'une fabrication d'outils. Une découverte faite en 2009 à Dikika, en Éthiopie,, apporte une preuve indirecte de l'utilisation d'outils par Australopithecus afarensis ou l'un de ses contemporains, qui reporterait à 3,4 millions d'années l'âge des plus vieux outils de pierre connus.
Les restes fossiles semblent indiquer que le genre Australopithèque serait l'ancêtre du genre distinct d'hominines appelé Paranthrope, et probablement du genre Homo. Selon certains chercheurs[Qui ?], Australopithecus anamensis (de 4,2 à 3,8 Ma) pourrait être l'ancêtre commun des Australopithèques et du genre Homo. Cette hypothèse est contestée par d'autres[Qui ?], qui estiment que la séparation entre les deux genres pourrait avoir eu lieu à une époque antérieure[Quand ?].

## Différentes espèces
Huit espèces d'australopithèques ont été décrites à ce jour. Leurs fossiles sont datés entre 4,2 et 2 Ma. Les plus fameux d'entre eux sont indiqués ci-dessous après l'espèce à laquelle ils sont rattachés.

### Afrique de l'Est
- Australopithecus anamensis (4,2 - 3,8 Ma) (Kenya)
- Australopithecus afarensis (3,9 - 3 Ma) (Éthiopie) 
  - Kadanuumuu (3,58 Ma)
  - Selam (3,33 Ma)
  - Lucy (3,18 Ma) (30 novembre 1974)
- Australopithecus deyiremeda (3,4 Ma)[13]
- Australopithecus garhi (2,5 Ma)

En 2025, de nouveaux fossiles découverts sur le site de Ledi-Geraru (en) (région Afar, nord-est de l'Éthiopie) montrent la présence d'Australopithecus à 2,63 Ma. Ils ne sont pas encore identifiés en tant qu'espèce mais diffèrent significativement d'A. afarensis et d'A. garhi.

### Afrique du Sud
- Australopithecus prometheus (3,67 Ma)
  - Little Foot (3,67 Ma)
- Australopithecus africanus (2,8 - 2,3 Ma)
  - Enfant de Taung (2,5 Ma)
  - Mrs. Ples (2,3 Ma)
- Australopithecus sediba (2 Ma)
  - Karabo (2 Ma)

### Tchad
- Australopithecus bahrelghazali (3,6 Ma)
  - Abel (3,6 Ma)